# Гейлівілл
Гейлівілл (англ. Haleyville) — місто (англ. city) в США, в округах Вінстон і Меріон штату Алабама. Населення — 4361 особа (2020).

## Географія
Гейлівілл розташований за координатами 34°14′2″ пн. ш. 87°37′3″ зх. д. / 34.23389° пн. ш. 87.61750° зх. д. (34.233832, -87.617574).  За даними Бюро перепису населення США в 2010 році місто мало площу 21,63 км², з яких 21,47 км² — суходіл та 0,16 км² — водойми.

## Демографія
Згідно з переписом 2010 року, у місті мешкали 4173 особи в 1783 домогосподарствах у складі 1114 родин. Густота населення становила 193 особи/км².  Було 2073 помешкання (96/км²).
Расовий склад населення:
| - 92,1 % — білих - 1,0 % — корінних американців - 0,7 % — чорних або афроамериканців - 0,5 % — азіатів - 0,3 % — вихідців з тихоокеанських островів - 3,4 % — осіб інших рас |

До двох чи більше рас належало 2,0 %. Частка іспаномовних становила 6,0 % від усіх жителів.
За віковим діапазоном населення розподілялося таким чином: 23,0 % — особи молодші 18 років, 56,2 % — особи у віці 18—64 років, 20,8 % — особи у віці 65 років та старші. Медіана віку мешканця становила 41,8 року. На 100 осіб жіночої статі у місті припадало 84,7 чоловіків;  на 100 жінок у віці від 18 років та старших — 82,9 чоловіків також старших 18 років.
Середній дохід на одне домашнє господарство  становив 40 844 долари США (медіана — 24 291), а середній дохід на одну сім'ю — 44 734 долари (медіана — 34 063). Медіана доходів становила 27 981 долар для чоловіків та 24 355 доларів для жінок. За межею бідності перебувало 26,8 % осіб, у тому числі 42,2 % дітей у віці до 18 років та 19,0 % осіб у віці 65 років та старших.
Цивільне працевлаштоване населення становило 1423 особи. Основні галузі зайнятості: виробництво — 23,8 %, освіта, охорона здоров'я та соціальна допомога — 23,3 %, роздрібна торгівля — 14,5 %, фінанси, страхування та нерухомість — 8,9 %.